# Open di Zurigo 1997
L'Open di Zurigo 1997 è stato un torneo femminile di tennis giocato sul cemento indoor. 
È stata la 14ª edizione del torneo, che fa parte della categoria Tier I nell'ambito del WTA Tour 1997.
Si è giocato nell'Hallenstadion di Zurigo in Svizzera, dal 12 al 19 ottobre 1997.

## Campionesse

### Singolare
Lindsay Davenport ha battuto in finale  Nathalie Tauziat con il punteggio di 7–6, 7–5

### Doppio
Martina Hingis /  Arantxa Sánchez Vicario hanno battuto in finale  Larisa Neiland /  Helena Suková con il punteggio di 4–6, 6–4, 6–1